# نور كيانك، أرارات
مدينة نور كيانك (بالأرمينية:Նոր Կյանք) (بالإنجليزية: Nor Kyank)‏ هي إحدى المدن التابعة لمقاطعة أرارات في أرمينيا. يقدر عدد سكانها بـ 2927 نسمة حسب الإحصاء الذي جرى عام 2011.